# Lukas Kälble
Lukas Kälble (* 13. Oktober 1997 in Mannheim) ist ein deutscher Eishockeyspieler, der seit Juli 2024 bei den Adler Mannheim aus der Deutschen Eishockey Liga (DEL) unter Vertrag steht und dort auf der Position des Verteidigers spielt. Zuvor war Kälble unter anderem für die Florida Everblades in der ECHL aktiv, mit denen er in den Jahren 2022 und 2023 jeweils den Kelly Cup gewann. Sein jüngerer Bruder Jannis Kälble ist ebenfalls professioneller Eishockeyspieler.

## Karriere
Kälble verbrachte seine Juniorenzeit zunächst in seiner Geburtsstadt und spielte dort im Nachwuchs des Mannheimer ERC. Nachdem der Verteidiger in den Spielzeiten 2009/10 und 2010/11 als Spieler der U14-Mannschaft bereits erste Erfahrungen im U16-Team gesammelt hatte, gehörte er ab der Saison 2011/12 fest zum Aufgebot in der Schüler-Bundesliga. Im Frühjahr 2012 sicherte er sich dort mit den Mannheimern den Titel des deutschen Meisters in der Schülerklasse. Ab dem Spieljahr 2013/14 gehörte Kälble der U19-Mannschaft der Jungadler in der Deutschen Nachwuchsliga an und gewann mit der Mannschaft in den drei Jahren von 2014 bis 2016 jeweils den Meistertitel der höchsten deutschen Nachwuchsklasse.

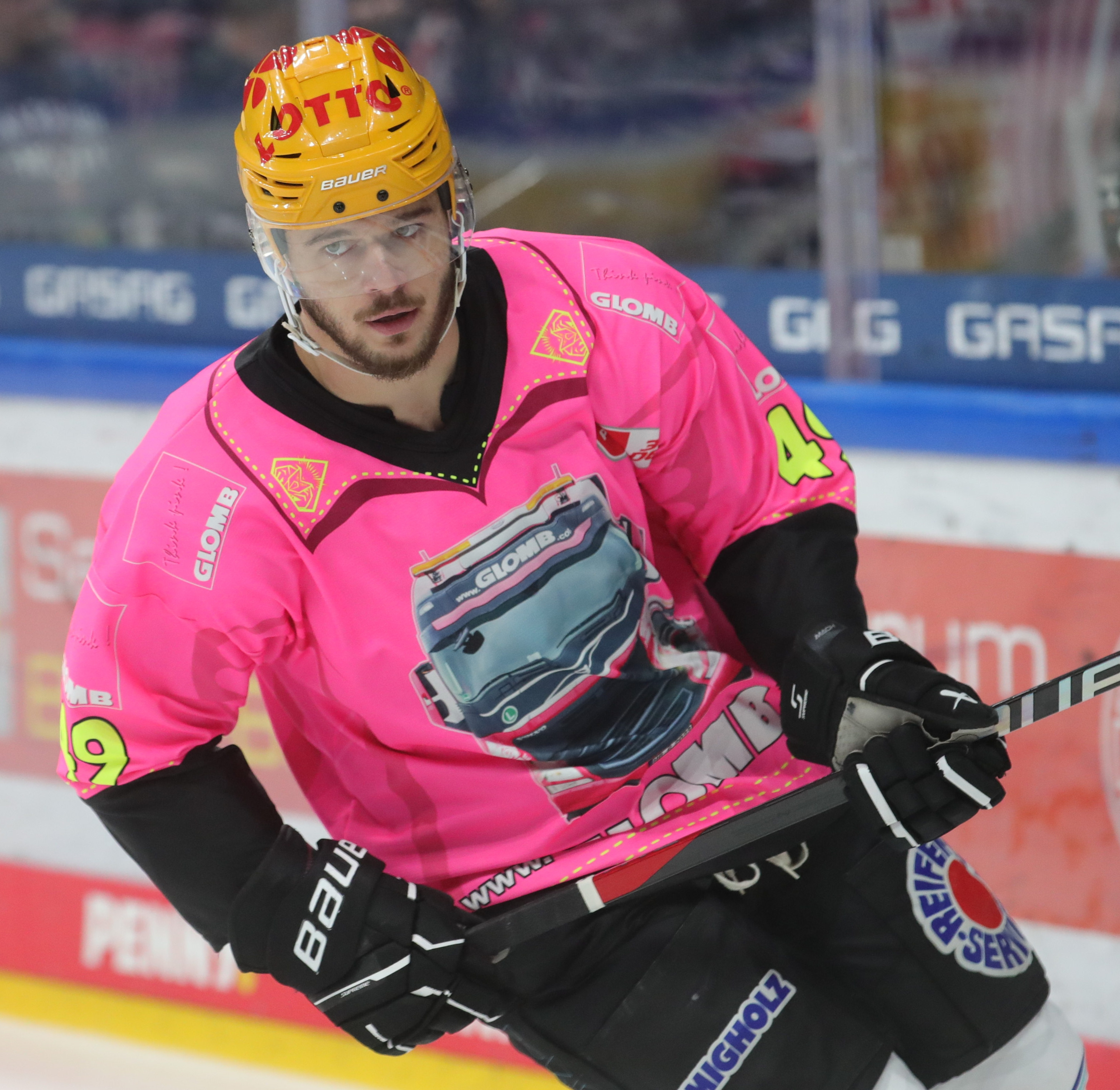
Kälble im Trikot der Fischtown Pinguins Bremerhaven (2023)

Zur Saison 2016/17 entschied sich der junge Deutsche zu einem Wechsel nach Nordamerika. Nachdem ihn dort im Sommer 2016 die Fargo Force im Entry Draft der Juniorenliga United States Hockey League (USHL) ausgewählt hatten, verbrachte Kälble die Spielzeit dort und entschied sich im Anschluss seine akademische Ausbildung an der Lake Superior State University fortzusetzen. Parallel zu seinem Studium lief er in den folgenden vier Jahren für die Eishockeymannschaft der Universität im Spielbetrieb der National Collegiate Athletic Association (NCAA) auf und entwickelte sich zu einem soliden Abwehrspieler. Im Jahr 2021 gewann der Defensivspieler mit der Universität die Divisionsmeisterschaft der Western Collegiate Hockey Association (WCHA) in Form der Broadmoor Trophy. Er verließ daraufhin die Lake Superior State University und wechselte für das Schuljahr 2021/22 an die Clarkson University. Dort stand Kälble ebenfalls für die Universitätsmannschaft in der ECAC Hockey auf dem Eis. Am Saisonende fand er sich im Third All-Star Team der Division wieder.
Der Free Agent wurde nach Abschluss seiner Studienzeit im März 2022 von den Florida Everblades aus der ECHL unter Vertrag genommen, wo er sich mit sechs Scorerpunkten in den verbleibenden neun Spielen der regulären Saison gut einfügte. Am Ende der folgenden Playoffs gewann Kälble mit den Everblades den Kelly Cup. Im Juli 2022 erhielt der Verteidiger daraufhin einen Vertrag bei den Charlotte Checkers aus der American Hockey League (AHL) für die Saison 2022/23. Die Checkers setzten ihn aber weiterhin in der ECHL bei den Everblades ein, wo Kälble die Marke von 30 Punkten erreichte und am Ende der Spielzeit erneut den Kelly Cup gewann. Zur Spielzeit 2023/24 erhielt er schließlich einen Einjahresvertrag bei den Fischtown Pinguins Bremerhaven aus der Deutschen Eishockey Liga (DEL), womit er nach sieben Jahren nach Deutschland zurückkehrte. Dort feierte er am Ende der Spielzeit mit dem Gewinn der Vizemeisterschaft den bis dato größten Erfolg der Bremerhavener Vereinsgeschichte. Vor der Saison 2024/25 gab sein Ausbildungsverein und Bremerhavens Ligakonkurrent Adler Mannheim die Verpflichtung Kälbles bekannt.

### International

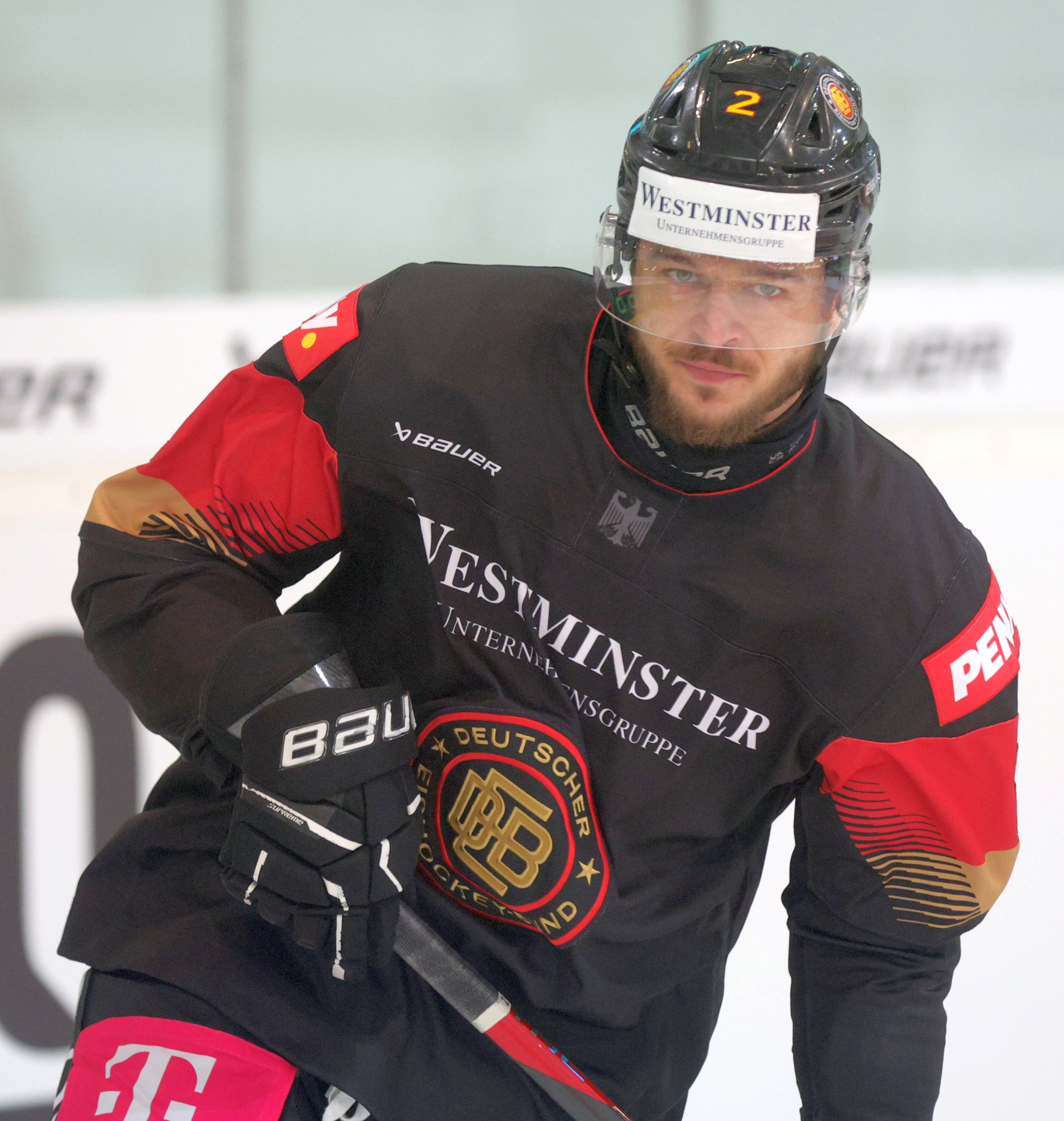
Kälble als Spieler der deutschen Nationalmannschaft (2024)

Auf internationaler Ebene kam Kälble bereits ab der Spielzeit 2012/13 für die Juniorennationalmannschaften des Deutschen Eishockey-Bundes zu Einsätzen. Sein erstes internationales Turnier absolvierte der Verteidiger mit der World U-17 Hockey Challenge im Januar 2014, die das deutsche Team ebenso auf dem zehnten Rang abschloss wie ein Jahr später die U18-Junioren-Weltmeisterschaft 2015. Während Kälble bei der World U-17 Hockey Challenge punktlos blieb, konnte er bei der U18-Junioren-Weltmeisterschaft den Abstieg der deutschen U18-Nationalmannschaft trotz drei Scorerpunkten nicht verhindern. Einen weiteren Einsatz hatte er bei der U20-Junioren-Weltmeisterschaft der Division IA 2017. Dabei kam er in allen fünf deutschen Turnierspielen zum Einsatz und punktete zweimal. Am Ende des Turniers belegte die deutsche U20-Auswahl den zweiten Platz und verpasste damit den Wiederaufstieg in die Top-Division.
Sein Debüt in der A-Nationalmannschaft gab Kälble im November 2023, als er von Bundestrainer Harold Kreis in den Kader für den Deutschland Cup 2023 berufen worden war. Im Rahmen des Turniers kam der Abwehrspieler zu drei Einsätzen. In der Folge nahm er an der Vorbereitung für die Weltmeisterschaft 2024 teil und wurde für seine erste Herren-Weltmeisterschaft nominiert. Eine weitere Teilnahme erfolgte bei der Weltmeisterschaft 2025.

## Erfolge und Auszeichnungen
| - 2012 Deutscher Schülermeister mit dem Mannheimer ERC - 2014 DNL-Meister mit den Jungadler Mannheim - 2015 DNL-Meister mit den Jungadler Mannheim - 2016 DNL-Meister mit den Jungadler Mannheim - 2021 Broadmoor-Trophy-Gewinn mit der Lake Superior State University | - 2022 ECAC Third All-Star Team - 2022 Kelly-Cup-Gewinn mit den Florida Everblades - 2023 Kelly-Cup-Gewinn mit den Florida Everblades - 2024 Deutscher Vizemeister mit den Fischtown Pinguins Bremerhaven |

## Karrierestatistik
Stand: Ende der Saison 2024/25

### International
Vertrat Deutschland bei:
| - World U-17 Hockey Challenge Januar 2014 - U18-Junioren-Weltmeisterschaft 2015 - U20-Junioren-Weltmeisterschaft der Division IA 2017 | - Weltmeisterschaft 2024 - Weltmeisterschaft 2025 |

(Legende zur Spielerstatistik: Sp oder GP = absolvierte Spiele; T oder G = erzielte Tore; V oder A = erzielte Assists; Pkt oder Pts = erzielte Scorerpunkte; SM oder PIM = erhaltene Strafminuten; +/− = Plus/Minus-Bilanz; PP = erzielte Überzahltore; SH = erzielte Unterzahltore; GW = erzielte Siegtore; 1 Play-downs/Relegation; Kursiv: Statistik nicht vollständig)